# Jan Svěrák
Jan Svěrák (ur. 6 lutego 1965 w Žatcu) – czeski reżyser filmowy, syn znanego scenarzysty i aktora Zdenka Svěráka, który napisał większość filmów swojego syna.

## Życiorys
Studiował reżyserię filmów dokumentalnych na Wydziale Filmowym i Telewizyjnym Akademii Sztuk Scenicznych w Pradze. Wielokrotnie nagradzany, np. Nagroda Akademii Filmowej (krótki film Ropojady i Kola), Kryształowy Globus (road-movie Jazda), Złoty Glob, Grand Prix na MFF w Tokio. Mieszka w Pradze, jego syn Frantisek jest montażystą filmowym.

## Filmografia
- 1984 – Sbohem, nádražíčko
- 1985 – Však su vinař
- 1986 – Vesmírna Odysea II
- 1988 – Ropojady (Ropáci)
- 1991 – Szkoła podstawowa (Obecná skola) – nominowany do Oscara
- 1994 – Jazda (Jízda)
- 1994 – Akumulátor 1
- 1996 – Kola (Kolja) – Oscar dla najlepszego filmu obcojęzycznego
- 2001 – Ciemnoniebieski świat (Tmavomodrý svět)
- 2004 – Tatínek
- 2007 – Butelki zwrotne (Vratné lahve)
- 2010 – Kuki powraca (Kuky se vrací)
- 2014 – Trzej bracia (Tři bratři)[2]
- 2017 – Boso po ściernisku (Po strništi bos)
- 2022 – Światło Betlejemskie (Betlémské světlo)[3]